# Четвёртая Французская республика
Четвёртая республика во Франции (фр. La Quatrième République) — период французской истории с 1946 по 1958 год.
В сентябре Учредительное собрание, избранное 2 июня 1946 года, приняло проект Конституции, который был одобрен на референдуме 13 октября того же года. Конституция характеризовалась наличием парламентского строя, слабой властью президента республики.

## История
Первый проект конституции был составлен Учредительным Собранием в начале 1946 года. Проект предусматривал однопалатное Национальное Собрание в качестве законодательного органа, должность Президента, осуществлявшего представительские функции (избирался Национальным Собранием), Совет Министров в качестве исполнительного органа, Председатель которого избирался Национальным Собранием. Проект был отклонён на референдуме. Второй проект конституции был составлен Учредительным Собранием осенью 1946 года, предусматривал двухпалатный парламент, состоящий из Совета Республики, избиравшегося Национальным Собранием и коллегиями выборщиков, и Национального Собрания, избиравшегося народом по пропорциональной системе, должность Президента, осуществлявшего представительские функции и избиравшегося парламентом, Совет Министров, назначавшийся Президентом и несший ответственность перед парламентом, Конституционный Комитет в качестве органа конституционного надзора.
В 1953 году была осуществлена конституционная реформа — вотум недоверия стал выноситься простым большинством без учёта воздержавшихся, председатель Совета Министров получил дополнительные полномочия по роспуску Национального Собрания, правительство получило право на ограниченную законодательную деятельность в рамках делегированных ему полномочий, Совету Республик было предоставлено право законодательной инициативы, вводился упрощённый порядок избрания Президента (без дебатов, простым большинством), отменялось положение о коалиционном правительстве, пропорциональная система была заменена мажоритарной.
До мая 1947 года Франция находилась под управлением коалиции лево- и правоцентристских партий, включавшей коммунистов. С целью устранить от власти с одной стороны Коммунистическую партию (крупнейшую политическую силу в парламенте), а с другой стороны — правую голлистскую партию Объединение французского народа (РПФ), была создана коалиция (т. н. «третья сила»), включавшая СФИО (социалисты), Народно-республиканское движение (христианские демократы), радикалов и правоцентристский Национальный центр независимых и аграриев. Часть депутатов от РПФ, не согласных с Шарлем де Голлем, присоединилась к правящей коалиции, после чего де Голль в 1953 году временно ушёл из политики. В 1956 году было образовано правительство Республиканского фронта, в которое вошли социалисты и радикалы, признавшее независимость Алжира и Марокко, однако в мае 1957 года это правительство развалилось.
Было гарантировано равенство в оплате женского и мужского труда, расширена система государственной помощи безработным. Восстанавливались 40-часовая рабочая неделя, оплачиваемые отпуска, вводились повышенные расценки оплаты сверхурочных работ. С 1950 г. был введён общенациональный гарантированный минимум заработной платы, изменяемый в соответствии с динамикой прожиточного минимума. Пенсионный возраст по старости и инвалидности устанавливался с 65 лет. Была создана единая государственная система социального страхования, распространявшаяся на всех наемных работников, кроме сельскохозяйственных. Для улучшения демографической ситуации и стимулирования рождаемости вводились пособия для родителей с детьми.
Период Четвёртой республики ознаменован распадом французской колониальной империи, войной в Индокитае, затем войной в Северной Африке. Франция стала одной из учредительниц ООН, вступила в НАТО, в нарождающиеся европейские структуры вроде Союза угля и стали. Во внутренней политике — период сильной нестабильности после войны, усиления влияния коммунистов (начало периода) и крайне правых (конец периода). Начало экономического роста («Славное тридцатилетие») сопровождалось неконтролируемой инфляцией. Часто менялись так называемые «призрачные правительства» (обычно по 2-3 отставки премьер-министров в год).
В мае 1958 года на волне алжирского кризиса к власти пришёл Шарль де Голль, проведший на должности премьер-министра конституционную реформу, согласно которой устанавливалась президентская республика. В октябре 1958 года новая конституция была принята на референдуме, и в ноябре действовавший президент Коти подписал её. Этим завершилась история Четвёртой республики и началась Пятая республика; в декабре того же года де Голль был избран президентом.

## Экономика
За период четвёртой республики были национализированы угольная, газовая, автомобильная и авиационная промышленность, пять крупнейших банков, сберегательные кассы, часть страховых компаний. На национализированных предприятиях создались административные советы с участием работников. Ещё в 1946 г. под руководством Жана Монне был создан Генеральный секретариат по планированию экономики, который занимался составлением среднесрочных планов-программ развития страны. На всех предприятиях и в учреждениях, насчитывавших свыше 50 работников, создавались «комитеты предприятий», которые состояли из представителей администрации, рабочих, инженеров и техников. Большую роль в укреплении инвестиционной базы промышленности сыграло уменьшение вывоза капитала за рубеж. После национализации ведущих банков основным направлением капиталовложений стала национальная экономика, а не иностранные ссуды и займы. В результате, если в начале XX века экспорт капитала в 10 раз превышал вложения во французскую промышленность, то в конце 1950-х гг. капиталов вывозилось почти в 6 раз меньше, чем инвестировалось на внутреннем рынке. Началось строительство дешёвого жилья. Правительство предоставляло ссуды крестьянам, хозяйства которых пострадали от военных разрушений, а также ссуды на обзаведение хозяйством для молодых крестьян.
Денежная единица франк, был представлен:
- Алюминиевыми монетами номиналом в 1, 2, 5 франков
- Медно-алюминиевыми монетами номиналом в 10, 20, 50 и 100 франков (чеканились Парижским монетным двором — Monnaie de Paris)
- Билетами Банка Франции номиналом в 100, 500, 1000, 5000 и 10000 франков (эмитировались Банком Франции — Banque de France)

Государственные депозитные банки:
- Креди Лионне (Crédit Lyonnais)
- Сосьете Женераль (Société Générale)
- Банк Насьональ пур ле Коммерс э л’Эндюстри (Banque Nationale pour le Commerce et l’Industrie)
- Комтуар Насьональ д’Эсконт де Пари (Comptoir National d’Escompte de Paris)[1]

Оператор железнодорожного транспорта — SNCF (Société Nationale des Chemins de fer Français — «Национальная компания французских железных дорог»), оператор городского общественного транспорта Парижа — RATP (Régie Autonome des Transports Parisiens — «Автономное учреждение Парижского транспорта»), оператор почтовой связи и проводной телефонии — PTT (Postes, télégraphes et téléphones — Почты, телеграфы и телефоны").

## Президенты и политики
Президентами республики были:
- Венсан Ориоль (до 1954 года)
- Рене Коти.

Другие заметные политические фигуры: премьер-министры Рене Плевен (дважды), Ги Молле (1956—1957); Антуан Пине, Робер Шуман, Пьер Пфлимлен.

## Государственное устройство
Законодательные органы — Совет Республики, избиравшийся Национальным Собранием и коллегиями выборщиков, и Национальное Собрание, избиравшееся народом, глава государства — Президент, избираемый Национальным Собранием и Советом Республики, исполнительный орган — Совет Министров, состоящий из Председателя Совета Министров и министры, назначавшийся Президентом и нёсший ответственность перед Национальным Собранием, орган конституционного надзора — Конституционный комитет, назначавшийся Национальным Собранием и Советом Республики, орган для подбора кадров на должности судей — Высший совет магистратуры, назначавшийся Национальным Собранием и судьями.

## Политические партии

### Левые
- Французская коммунистическая партия

### Левоцентристские
- Французская социалистическая партия

### Центристские
- Радикальная республиканская и радикал-социалистическая партия — либеральная
- Народно-республиканское движение — христианско-демократическая

### Правоцентристские
- Национальный центр независимых и аграриев — консервативная

### Правые
- Объединение французского народа — консервативная

## Административное деление
Франция в этот период являлась централизованным унитарным государством. Территория делилась на департаменты, департаменты на общины. Представительные органы департаментов — генеральные советы, общин — общинные советы.
22 округа региональных мероприятий (фр. circonscriptions d’action régionale):
- (Северо-Восток)
  - Эльзас
  - Лотарингия
  - Шампень-Арденны
  - Бургундия
  - Франш-Конте
- (Северо-Запад)
  - Нор-па-де-Кале
  - Пикардия
  - Иль-де-Франс
  - Верхняя Нормандия
  - Нижняя Нормандия
  - Бретань
  - Страна Луары
  - Центр — Долина Луары
- (Юго-Запад)
  - Лимузен
  - Аквитания
  - Пиренеи-Юг
- (Юго-Восток)
  - Овернь
  - Рона
  - Альпы
  - Прованс и Корсика
  - Лангедок-Руссильон

4 Заморских департамента (les départements d’outre-mer):
- Гваделупа
- Мартиника
- Гвиана
- Реюньон

Заморские территории (les territoires d’outre-mer):
- Французская Западная Африка
  - (Западное побережье)
    - Мавритания
    - Сенегал
    - Гвинея
    - Судан (Мали)

  - (Юго-западное побережье)
    - Кот-д’Ивуар
    - Дагомея (Бенин)
    - Верхняя Вольта (Буркина-Фасо)
    - Нигер
- Французская Экваториальная Африка
  - Чад
  - Убанги-Шари (ЦАР)
  - Конго
  - Габон
- Мадагаскар
- Французские владения в Индии
- Французское Сомали (Джибути)
- Коморы
- Новая Каледония
- Французская Полинезия
- Сен-Пьер и Микелон
- Алжир (департаменты Алжир, Оран, Константина и Южные территории)

## Силовые структуры
- Французская армия
  - 1-й корпус (Париж, Иль-де-Франс)
  - 2-й корпус (Лилль, Нор-па-де-Кале)
  - 3-й корпус (Ренн, Бретань)
  - 4-й корпус (Бордо, Аквитания)
  - 5-й корпус (Тулуза, Юг-Пиренеи)
  - 6-й корпус (Мец, Лотарингия)
  - 7-й корпус (Дижон, Бургундия)
  - 8-й корпус (Лион, Рона-Альпы)
  - 9-й корпус (Марсель, Прованс-Альпы-Лазурный берег)
  - 10-й корпус (Алжир, Алжир)

## Правовая система
Высшая судебная инстанция — Кассационный суд, суды апелляционной инстанции — апелляционные суды, суды первой инстанции — трибуналы, низшее звено судебной системы — трибуналы инстанций.

## Средства массовой информации
Единственная телерадиокомпания — «Французское радиовещания и телевидение» (Radiodiffusion-télévision française, RTF), принадлежала государству, включала в себя:
- радиостанции:
  - Le Programme National
  - Le Programme Parisien
  - региональные радиостанции:
    - (Северо-Восток)
      - Radio Strasbourg (Эльзас)
      - Radio Nancy (Лотарингия и Шампань-Арденны)

    - (Северо-Запад)
      - Radio Normandie (Иль-де-Франс, Нормандия, Центр)
      - Radio Rennes / Radio Bretagne (Бретань и Страна Луары)

    - (Юго-Восток)
      - Radio Lyon (Овернь, Рона и Альпы)

    - (Юго-Запад)
      - Toulouse-Pyrénées (Пиринеи-Юг)

  - Paris Inter
  - Le Programme en modulation de fréquence

В каждом из регионов вещало 4 программы — Paris Inter на длинных волнах из Парижа, Europe no 1 из Саарбрюкена, Radio Monte-Carlo из Монако, Andorradio из Андорры, Radio Luxembourg из Люксембурга, Le Programme National, Le Programme Parisien, и одна из региональных радиостанций, ретранслируя до 20.30 передачи Le Programme Parisien, на средних и Le Programme en modulation de fréquence на ультракоротких.
- телеканал:
  - RTF Télévision, имел 4 региональные вставки:
    - Télé Strasbourg
    - Télé Lille
    - Télé Marseille Provence
    - Télé Lyon

Контроль за соблюдением законов о СМИ осуществлял Центральный совет радиовещания (Conseil central de la Radiodiffusion)